# Rusłan Wielijew
Rusłan Wielijew (ros. Руслан Велиев; ur. 30 czerwca 1975) – kazachski zapaśnik w stylu wolnym. Olimpijczyk z Sydney 2000, gdzie zajął dziewiętnaste miejsce w kategorii 69 kg.
Trzykrotny uczestnik Mistrzostw Świata; siódmy w 1997. Brązowy medal na Igrzyskach Azjatyckich w 1998. Dwa starty w Mistrzostwach Azji, czwarty w 1999 roku.